# Bilhaur
Bilhaur es una ciudad y  municipio situada en el distrito de Kanpur Nagar en el estado de Uttar Pradesh (India). Su población es de 20493 habitantes (2011). Se encuentra a 56 km de Kanpur.

## Demografía
Según el censo de 2011 la población de Bilhaur era de 20493 habitantes, de los cuales 8160 eran hombres y 7303 eran mujeres. Bilhaur tiene una tasa media de alfabetización del 68,88%, superior a la media estatal del 67,68%: la alfabetización masculina es del 72,91%, y la alfabetización femenina del 64,39%.